# جاستن وايت
جاستن وايت (بالإنجليزية: Justin Wyatt)‏ هو لاعب كرة قدم أمريكية أمريكي، ولد في 27 يناير 1984 في كومبتون في الولايات المتحدة.